# Ducado de Mirandola
El Ducado de Mirandola (en italiano: Ducato della Mirandola) fue un Estado que existió en Italia desde 1310 hasta 1710, con centro en Mirandola (en lo que hoy es la provincia de Módena) y gobernado por la familia Pico.

## Historia

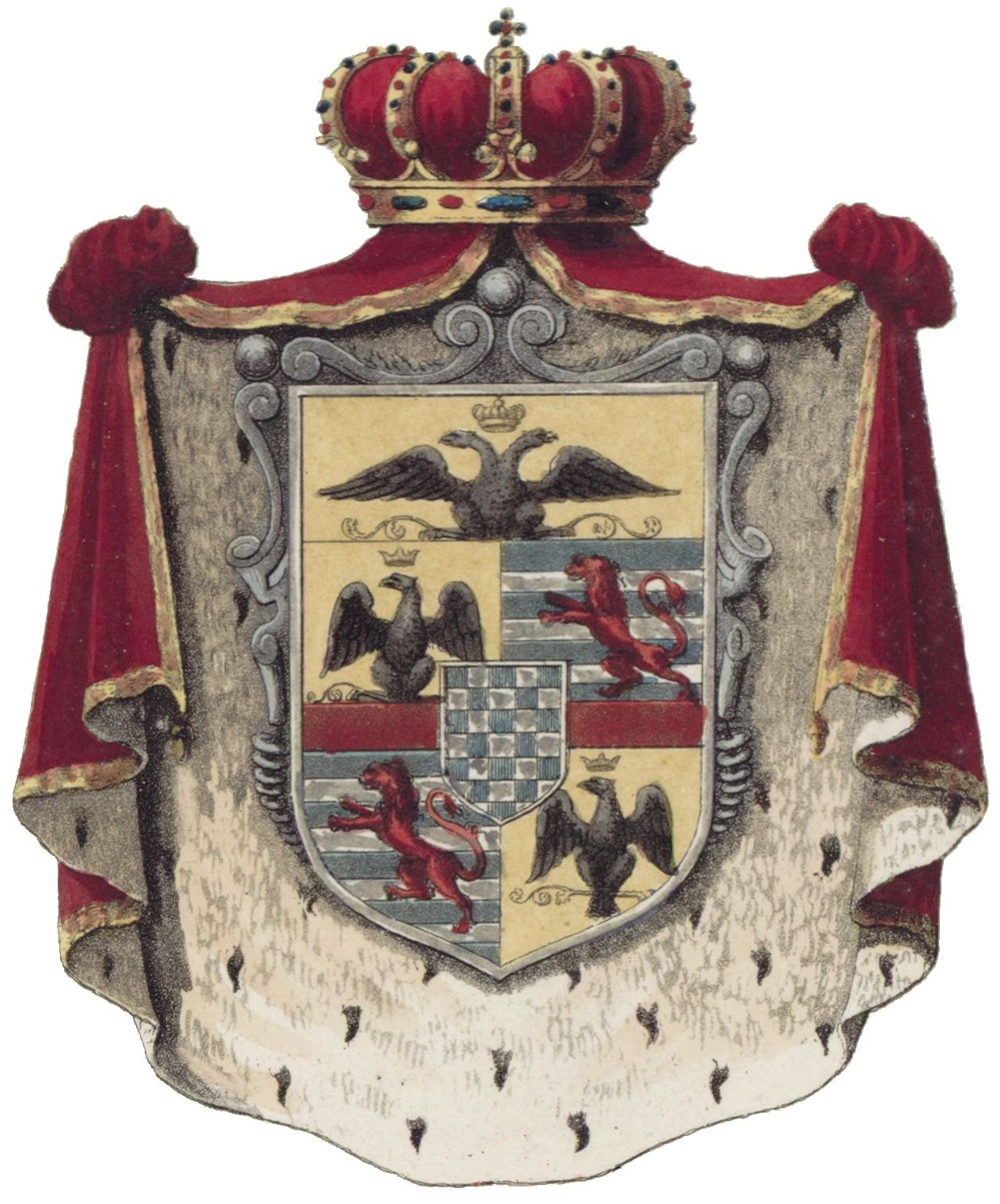
Escudo de la Familia Pico

Los Pico eran una familia noble primeramente conocida por Hugo, un vasallo de Matilda de Toscana en el siglo XI. En los siglos siguientes, miembros de la familia fueron podestà en Módena y Reggio Emilia, hasta que en 1311 Francesco Pico recibió del emperador Enrique VII los feudos de Quarantoli y San Possidonio en recompensa por su ayuda durante la guerra contra los Este. En 1353 Paolo Pico obtuvo de los obispos de Reggio el feudo de San Martino Spino, y al año siguiente el emperador Carlos IV liberó los Pico del dominio del obispado, situando Mirandola directamente bajo suzeranía imperial.
En 1432 Giovanni Pico recibió del emperador Segismundo el título de Conde de Concordia. La ciudad fue fuertemente fortificada y, en el curso de las Guerras Italianas, estuvo aliada con Francia. Estuvo bajo asedio por dos veces por tropas papales bajo Julio II (1510-1511), quien personalmente atacó las murallas, y Julio III (1551-1552). En la segunda ocasión, la fortaleza resistió con éxito bajo el comando de Ludovico Pico y Piero Strozzi. En 1597, después de volver bajo el paraguas imperial, Mirandola obtuvo el título de ciudad y los Pico fueron nombrados Príncipes de Mirandola y Marqueses de Concordia. En 1617 Alessandro I fue finalmente declarado duque.
Las actividades principales en tiempos del Renacimiento eran la ganadería, la agricultura y, empezando en el siglo XVII, los tejidos de seda. El ducado, sin embargo, sufrió de crisis internas y de las numerosas operaciones militares en la región, como en 1630 cuando fue arrasado por tropas imperiales.
El último Señor fue Francesco IV María Pico, que fue acusado de traición después de haber cedido la fortaleza a los franceses y enrolarse en apoyo de Felipe V durante la Guerra de sucesión española. El ducado fue ocupado por las tropas del Sacro Imperio Romano Germánico en 1708 y fue adquirido por el Ducado de Módena bajo la Casa de Este en 1710, quien lo compró por 175.000 doblones de oro.

## Lista de gobernantes

### Señores de Mirandola
1. 1311-1322: Francesco I
2. 1322-1354: Francesco II

### Señores de Mirandola, Señores de Concordia
1. 1354-1399: Francesco II
2. 1399-1429: Francesco III con Giovanni I y Aiace I
3. 1429-1432: Francesco III con Giovanni I

### Señores de Mirandola, Condes de Concordia
1. 1432-1451: Francesco III con Giovanni I
2. 1451-1461: Francesco III
3. 1461-1467: Gianfrancesco I
4. 1467-1499: Galeotto I (hermano de Giovanni Pico della Mirandola)
5. 1499-1502: Gianfrancesco II
6. 1502-1504: Federico I con Ludovico I
7. 1504-1509: Ludovico I
8. 1509-1511: Galeotto II
9. 1511-1514: Gianfrancesco II
10. 1514-1533: Galeotto II

### Condes de Mirandola, Condes de Concordia
1. 1533-1550: Galeotto II
2. 1550-1568: Ludovico II
3. 1568-1592: Galeotto III
4. 1592-1596: Federico II

### Príncipes de Mirandola, Marqueses de Concordia
1. 1596-1602: Federico II
2. 1602-1619: Alessandro I

### Duques de Mirandola, Marqueses de Concordia
1. 1619-1637: Alessandro I
2. 1637-1691: Alessandro II
3. 1691-1708: Francesco IV
4. 1708-1710: Interregno

- El ducado es anexionado al Ducado de Módena y Reggio.